# چیخانوف
چیخانوف  (به لهستانی: Ciechanów) شهری است در لهستان، با ۴۷۹۰۰ نفر جمعیت.
پیش از جنگ جهانی دوم، جمعیت بزرگی از یهودیان در این شهر زندگی می‌کردند.